# 梅利亚迪诺-圣维塔莱
梅利亚迪诺-圣维塔莱（義大利語：Megliadino San Vitale），是意大利威尼托大区帕多瓦省的一个市镇。总面积15.11平方公里，人口2014人，人口密度133.3人/平方公里（2009年）。国家统计（ISTAT）代码为028052。